# The Burden of God
The Burden of God – ósmy album studyjny francuskiej power metalowej grupy Nightmare, wydany 18 maja 2012 przez wytwórnię AFM Records.

## Lista utworów
1. "Gateways to the Void" -	02:26
2. "Sunrise in Hell" -	05:04
3. "The Burden of God" -	04:02
4. "Crimson Empire" -	05:04
5. "Children of the Nation" -	04:40
6. "The Preacher" -	05:43
7. "Shattered Hearts" -	05:45
8. "The Doomsday Prediction" -	04:20
9. "The Dominion Gate (Part III)" -	07:32
10. "Final Outcome" -	04:23
11. "Afterlife" - 03:50 (piosenka bonusowa)

## Wykonawcy
- Jo Amore - wokal
- Matt Asselberghs - gitara
- Franck Milleliri - gitara
- Yves Campion - gitara basowa
- David Amore - perkusja